# Banga (Aklan)
Banga ist eine philippinische Stadtgemeinde in der Provinz Aklan. Sie hat 39.505 Einwohner (Zensus 1. August 2015).
Die Stadtgemeinde hat wiederholt einen nationalen Wettbewerb, der die „schönste Stadt“ der Philippinen kürt, gewonnen. Banga ist Standort der Aklan State University. Bürgermeisterin ist seit 2013 Erlinda Maming (Stand 2019).

## Baranggays
Banga ist politisch unterteilt in 30 Baranggays.
| - Agbanawan - Bacan - Badiangan - Cerrudo - Cupang - Daguitan - Daja Norte - Daja Sur - Dingle - Jumarap - Lapnag - Libas - Linabuan Sur - Mambog - Mangan | - Muguing - Pagsanghan - Palale - Poblacion - Polo - Polocate - San Isidro - Sibalew - Sigcay - Taba-ao - Tabayon - Tinapuay - Torralba - Ugsod - Venturanza |